# 나프트 테헤란 FC
나프트 테헤란 FC(페르시아어: باشگاه فوتبال نفت تهران)는 이란의 수도 테헤란을 연고로 하는 축구 클럽이다. 이 팀은 1950년에 창단되었으며, 이란 프로리그에 참가하고 있다.

## 선수 명단

### 현역
참고: FIFA 자격 규정에 따라 소속된 국가대표팀 국기를 표시합니다. 선수는 복수의 FIFA 비회원국 국적을 가지고 있을 수 있습니다.
| 번호 | 포지션 | 국적 | 이름 |
| ---- | ------ | ---- | ---- |

| 번호 | 포지션 | 국적 | 이름 |
| ---- | ------ | ---- | ---- |

## 역대 감독
| 감독        | 임기        |
| ----------- | ----------- |
| 알리 다에이 | 2016 ~ 2017 |